# Pixel Tablet
Pixel Tablet — это планшет на базе Android, разработанный и продаваемый компанией Google как часть линейки продуктов Google Pixel. Он был представлен на презентации Google I/O в мае 2022 года и анонсирован в мае 2023 года, а его выпуск состоялся в июне 2023 года. На момент запуска с каждым устройством продавалась зарядная док-станция для динамика, однако 14 мая 2024 года была выпущена отдельная версия без док-станции.

## История
В июне 2019 года Google сообщила изданиям Business Insider и Computerworld, что её аппаратное подразделение больше не будет разрабатывать планшеты после вялого приёма планшета Pixel Slate на базе ChromeOS, представленного годом ранее. Производство было остановлено на преемнике Pixel Slate, а также на двух неанонсированных планшетах, и компания сосредоточила своё внимание на серии ноутбуков Pixelbook.
В марте 2022 года 9to5Google сообщила, что компания разрабатывает интеллектуальный дисплей на базе Google Assistant, похожий на Nest Hub, со съёмным экраном в стиле планшета. 11 мая во время основного доклада Google I/O 2022 года Google представила предварительный просмотр предстоящего планшета Android под брендом Pixel на базе системы на кристалле (SoC) Google Tensor, который должен быть выпущен в следующем году. Планшет был сертифицирован Universal Stylus Initiative позднее в том же месяце, что указывает на поддержку стилусов.
Google официально анонсировала Pixel Tablet на мероприятии Made by Google 2022 6 октября. В апреле 2023 года Pixel Tablet был одобрен Федеральной комиссией по связи. Google раскрыла дополнительные подробности об устройстве во время ежегодного доклада Google I/O 10 мая 2023 года.

## Технические характеристики

### Дизайн
Google поделилась кратким обзором Pixel Tablet на мероприятии Google I/O 2022. Видео демонстрирует мягкий, округлый дизайн устройства с подложкой из матового, мягкого на ощупь материала. Планшет имеет две камеры — одну спереди и одну сзади устройства. Он также оснащён двумя динамиками на правом краю и кнопкой питания чуть выше задней камеры в правом верхнем углу корпуса. Корпус Pixel Tablet изготовлен из 100% переработанного алюминия и имеет нанокерамическое покрытие.

### Аппаратное обеспечение
Pixel Tablet поставляется с 10,95-дюймовым (278 мм) WQXGA LCD дисплеем с разрешением 2560 × 1600 пикселей и соотношением сторон 16:10 (276 ppi). Он содержит 8-мегапиксельную заднюю камеру и 8-мегапиксельную фронтальную камеру; обе могут снимать видео в формате 1080p со скоростью до 30 кадров в секунду.
Планшет оснащён аккумулятором ёмкостью 27 Вт·ч и может заряжаться при мощности до 15 Вт с помощью дополнительной зарядной док-станции. Он доступен с объёмом памяти 128 или 256 ГБ и имеет 8 ГБ оперативной памяти LPDDR5. Внутри установлен процессор Google Tensor G2 и модуль безопасности Titan M2. Pixel Tablet является первым потребительским планшетом с функцией UWB (Ultra Wideband).

### Программное обеспечение
Планшет изначально поставлялся с ОС Android 13 и поддерживает обновления Android в течение трёх лет и обновления безопасности в течение пяти лет.

## Приём
После анонса Pixel Tablet и Pixel Watch на конференции Google I/O 2022 года Джон Портер из The Verge высказал мнение о том, что Google использует тонкий подход к стратегии экосистемы Apple «огороженного сада», тогда как его коллега Дэн Сейферт посчитал дизайн планшета непривлекательным и дешёвым. JR Raphael признал, что планшет не излучает «премиальный» внешний вид, но предположил, что он больше похож на смарт-дисплей и пришёл к выводу, что Google может не стремиться конкурировать с iPad.